# François Morin

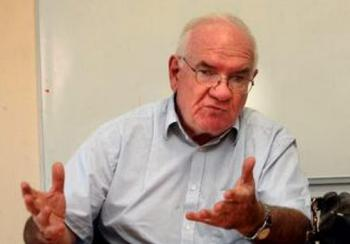
François Morin

François Morin (Parigi, 18 gennaio 1945) è un economista e saggista francese.

## Biografia
Nato nel 1945, è professore emerito di scienze economiche presso l'Università di Tolosa I. È stato un membro del consiglio generale della Banca di Francia per 9 anni (1985-1993) e del Consiglio d'analisi economica.
Nel 2011 esce Un mondo senza Wall Street?, libro dove propone una riforma della finanza e la creazione di una moneta internazionale
Nella attualità lui ha una orientazione marxista.

## Opere
- La structure financière du capitalisme français (Calmann-Lévy, 1974)
- Le capitalisme en France (Cerf, 1976)
- Le cœur financier européen (en collaboration, Economica, 1993)
- Le modèle français de détention et de gestion du capital : analyse prospective et comparaisons internationales (Éditions de Bercy, 1998)
- Le nouveau mur de l'argent : essai sur la finance globalisée (Seuil, 2006)
- Autopsie d'une crise annoncée, une enquête de Désiré Tofix, en collaboration avec Patrick Mignard (leperegrinateurediteur.com, 2010)
- Un mondo senza Wall Street? (Milano - Marco Tropea Editore, 2011)
- La grande saignée : contre le cataclysme financier à venir, Montréal (Québec)/Paris, Lux, 2013, 120 p. (ISBN 978-2-89596-173-4)
- L'hydre mondiale : l'oligopole bancaire, Montréal (Québec)/Arles, Lux, 2015, 168 p. (ISBN 978-2-89596-199-4)
- L'économie politique du XXIè siècle : de la valeur-capital à la valeur-travail, Montréal/Arles, Lux, 2017, 312 p. (ISBN 978-2-89596-251-9)
- Quand la gauche essayait encore : Le récit des nationalisations de 1981 et quelques leçons que l'on peut en tirer, Lux, 2020, 240 p. (ISBN 978-2895963271)